# Pseudophorellia distincta
Pseudophorellia distincta es una especie de insecto del género Pseudophorellia de la familia Tephritidae del orden Diptera.

## Historia
Allen L.Norrbom la describió científicamente por primera vez en el año 2006.